# Hypnagogic States
Hypnagogic States est un EP de remixes du groupe britannique The Cure sorti le 16 septembre 2008.
Il s'est classé en tête des charts en Espagne pendant deux semaines.
Les bénéfices des ventes de ce disque ont été reversés à la Croix-Rouge Internationale.

## Contenu
L'EP contient des remixes des quatre singles sortis entre mai et juin 2008 (The Only One, Freakshow, Sleep When I'm Dead et The Perfect Boy). Il précède d'un mois la sortie de l'album 4:13 Dream dont sont tirés les singles.
Les remixes ont été réalisés par Jared Leto (de Thirty Seconds to Mars) pour The Only One, Jade Puget (de AFI) pour Freakshow, Gerard Way (de My Chemical Romance) avec Julien K pour Sleep When I'm Dead et Patrick Stump et Pete Wentz (de Fall Out Boy) pour The Perfect Boy. Un cinquième remix, Exploding Head Syndrome, réalisé par 65 Days Of Static regroupe les quatre titres en un,.
Un autre remix de The Only One, le Remix 65, réalisé par 65daysofstatic était disponible uniquement en téléchargement via iTunes.

## Liste des titres
Toutes les paroles sont écrites par Robert Smith, toute la musique est composée par Jason Cooper, Simon Gallup, Robert Smith et Porl Thompson.
| No | Titre                                    | Durée |
| -- | ---------------------------------------- | ----- |
| 1. | The Only One (Remix 4)                   | 4:23  |
| 2. | Freakshow (Wolves at the Gate Remix)     | 3:16  |
| 3. | Sleep When I'm Dead (Remix 4)            | 4:01  |
| 4. | The Perfect Boy (Remix 4)                | 3:49  |
| 5. | Exploding Head Syndrome (4 Single Remix) | 21:26 |

| 6. | The Only One (Remix 65) | 4:28 |

## Classements hebdomadaires
| Classement (2008)    | Meilleure place |
| -------------------- | --------------- |
| Espagne (PROMUSICAE) | 1               |
| France (SNEP)        | 39              |